# Our Ice Supply; or, How'd You Like to Be the Iceman?
Our Ice Supply; or, How'd You Like to Be the Iceman? è un cortometraggio muto del 1909. Il nome del regista non viene riportato nei credit del film.

## Trama
Come tagliare il ghiaccio, trasportarlo e conservarlo.

## Produzione
Il film fu prodotto dalla Lubin Manufacturing Company.

## Distribuzione
Distribuito dalla Lubin Manufacturing Company, il film - un breve documentario della lunghezza di 61 metri - uscì nelle sale cinematografiche statunitensi il 22 marzo 1909. Nelle proiezioni, veniva programmato con il sistema dello split reel, accorpato in un'unica bobina con un altro cortometraggio prodotto dalla Lubin, la commedia The Day of the Dog.